# Roberto Mussi
Roberto Mussi (Massa, 1963. augusztus 5. –) olasz válogatott labdarúgó.

## Pályafutása

### Klubcsapatban
Pályafutását a Massese csapatában kezdte 1981-ben és hozzásegítette csapatát a negyedosztályba való feljutáshoz. 1984-ben a Parmahoz került, ahol Arrigo Sacchi irányításával megnyerték a harmadosztályt (Serie C1) és feljutottak a másodosztályba (Serie B). 1987-ben Sacchi a Milanhoz távozott és Mussit is vitte magával. Két évet töltött el itt és ezalatt csapatával megnyerte az olasz bajnokságot, az olasz szuperkupát és az 1988–89-es bajnokcsapatok Európa-kupáját is.
1989-ben a Serie B-ben szereplő Torino igazolta le. Az 1989–90-es szezon végén feljutottak a Serie A-ba. Egy évvel később megnyerték a közép-európai kupát, majd 1993-ban az olasz kupa serlegét is elhódították. 1994-ben visszatért korábbi csapatához a Parmahoz. Két UEFA-kupa sikerrel, 1995 és 1999, és egy olasz kupa győzelemmel sikerült bővítenie az elért sikereinek a számát.

### A válogatottban
1993 és 1996 között 11 alkalommal szerepelt az olasz válogatottban. Részt vett az 1994-es világbajnokságon, ahol bejutottak a döntőbe és az 1996-os Európa-bajnokságon.

## Sikerei, díjai
Parma
- Olasz harmadosztály (1): 1985–86
- Olasz kupa (1): 1998–99
- UEFA-kupa (2): 1994–95, 1998–99

Milan
- Olasz bajnok (1): 1987–88
- Bajnokcsapatok Európa-kupája (1): 1988–89
- Olasz szuperkupa (1): 1988

Torino
- Olasz másodosztály (1): 1989–90
- Közép-európai kupa (1): 1991
- Olasz kupa (1): 1992–93

Olaszország
- Világbajnoki döntős (1): 1994

## Külső hivatkozások
- Roberto Mussi – a FIFA adatbázisában
- Roberto Mussi adatlapja a National-Football-Teams.com oldalon (angolul)

- Roberto Mussi (angol nyelven). FootballDatabase.eu
- Roberto Mussi (angol nyelven). eu-football.info
- Roberto Mussi (olasz nyelven). figc.it, FIGC. [2018. január 14-i dátummal az eredetiből archiválva]. (Hozzáférés: 2018. február 18.)